# فلاديمير بايراموف
فلاديمير بايراموف (بالتركمانية: Wladimir Baýramow) (مواليد 2 أغسطس 1980 في عشق آباد) لاعب كرة قدم تركمانستاني دولي يجيد اللعب في خط الهجوم . يلعب حاليا لصالح نادي توبول الكازاخستاني منذ 2009 .

## روابط خارجية
- فلاديمير بايراموف على موقع الاتحاد الدولي (مؤرشف)  (الإنجليزية)
- فلاديمير بايراموف على موقع قاعدة بيانات كرة القدم.إي يو (الإنجليزية)
- فلاديمير بايراموف على موقع ناشيونال فوتبول تيمز (الإنجليزية)
- فلاديمير بايراموف على موقع Soccerway.com (الإنجليزية)
- فلاديمير بايراموف على موقع عالم كرة القدم.نت (الإنجليزية)
- فلاديمير بايراموف على موقع كووورة
- فلاديمير بايراموف على موقع GSA (الإنجليزية)